# Pearl Brewing Company

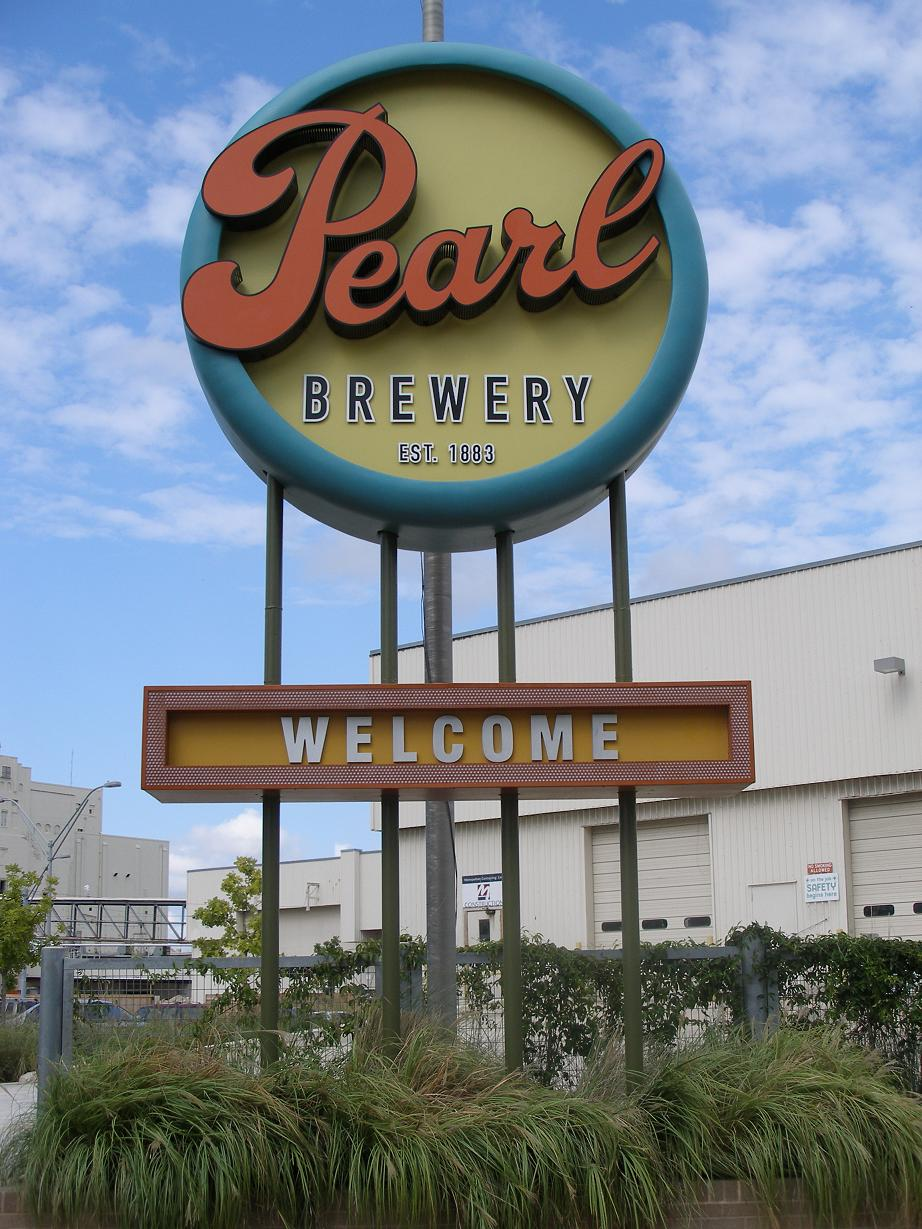
Nahaufnahme des modernen Pearl Brewing Company Logos im Jahr 2006

Die Pearl Brewing Company war eine US-amerikanische Brauerei in San Antonio.

## Geschichte

### Gründung bis Prohibition

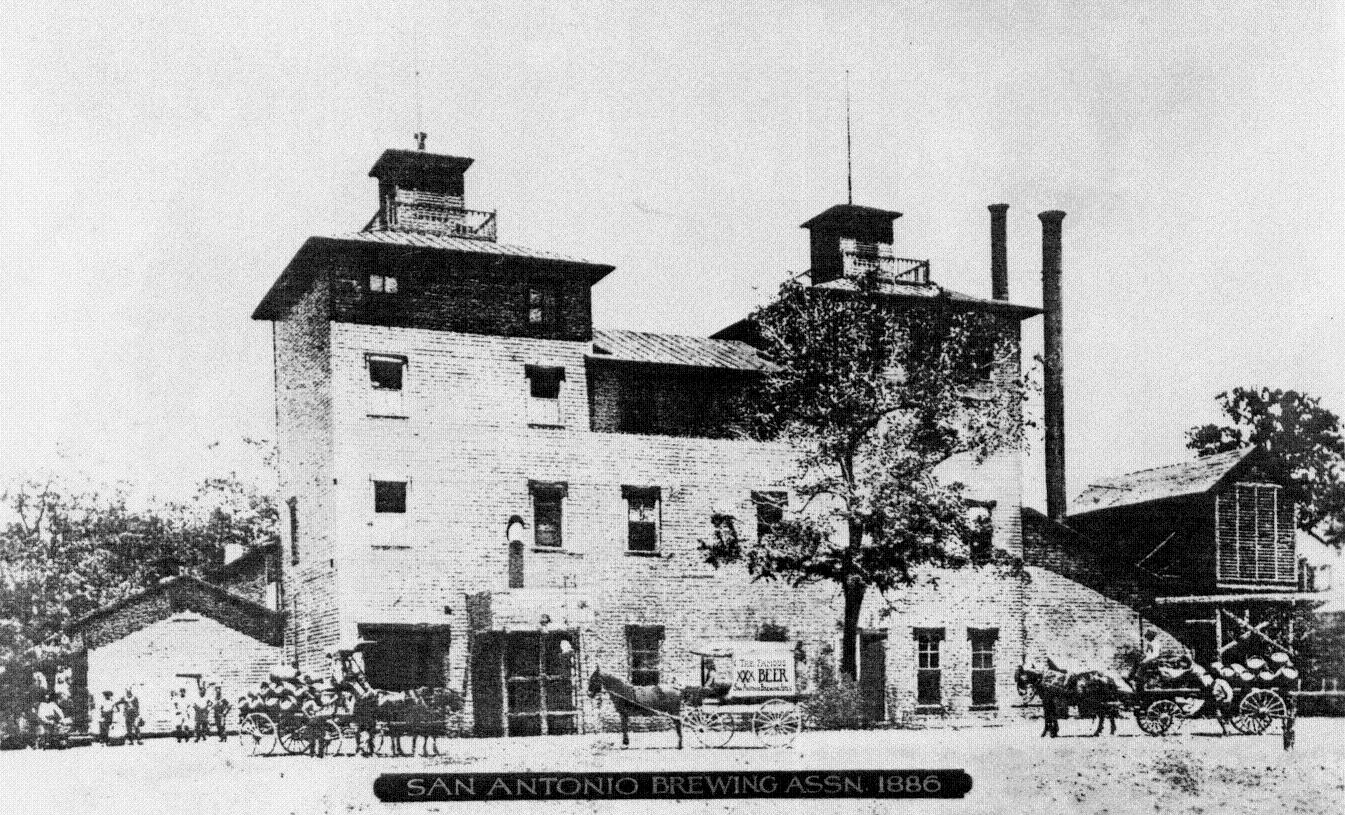
Die J. B. Behloradsky Brewery: Vorgängerin der Pearl Brewing Company

1881 wurde die J. B. Behloradsky Brewery an der 312 James Street und Avenue A. in San Antonio gegründet. Bis 1883 war sie zeitweise auch unter dem Namen City Brewery bekannt. 1883 wurde sie von einer Gruppe lokaler Geschäftsleute aufgekauft, die sie zur San Antonio Brewing Company umbenannten. Einige dieser Geschäftsleute waren auch an der Lone Star Brewery beteiligt. Otto Koehler, Manager der Lone Star Brewery, wurde zum Präsident ernannt. Da die Brauerei von ihren Vorgänger mit wirtschaftlich geringem Erfolg geleitet worden war, entschlossen sich die Geschäftsleute, Kapital zu sammeln und die Brauerei bis 1886 rundzuerneuern. In diesem Jahr nahm sie ihren vollen Produktionsbetrieb wieder auf.
Die Brauerei wurde unter die Firmherrschaft der San Antonio Brewing Association gestellt, einer Mutterfirma, der auch andere geschäftliche Aktivitäten der San Antonio Brewing Company angehörten. Da diese einander sehr ähnlichen Namen jedoch Verwirrung unter Regierung, Kunden und Geschäftspartnern stiftete, entschloss man sich, den Namen San Antonio Brewing Company komplett fallen zu lassen und alle Geschäfte unter dem Namen San Antonio Brewing Association laufen zu lassen. Diesen Namen behielt die Brauerei bis ins Jahr 1918. Etliche Kunden verwendeten auch nach wie vor den ursprünglichen Namen City Brewery – dies lag auch daran, dass frühe Versionen des Brauereilogos diesen Titel noch in sich trugen.
1886 kaufte man der Kaiser-Beck-Brauerei aus Bremen die Rechte und Rezeptur an Pearl Beer ab, das damals noch unter dem deutschen Wort „Perle“ gehandelt wurde. Der Name leitet sich der Firmengeschichte nach von den Blasen ab, die beim Zapfen eines Glases am Schaum und Glasrand bildeten. Dieses Bier wurde auf dem US-amerikanischen Markt als „Pearl Beer“ vermarktet und entwickelte sich in den folgenden Jahren zur Hauptmarke der Brauerei. 1889 wurde die Brauerei erneut erweitert, um mit der steigenden Nachfrage Schritt halten zu können.

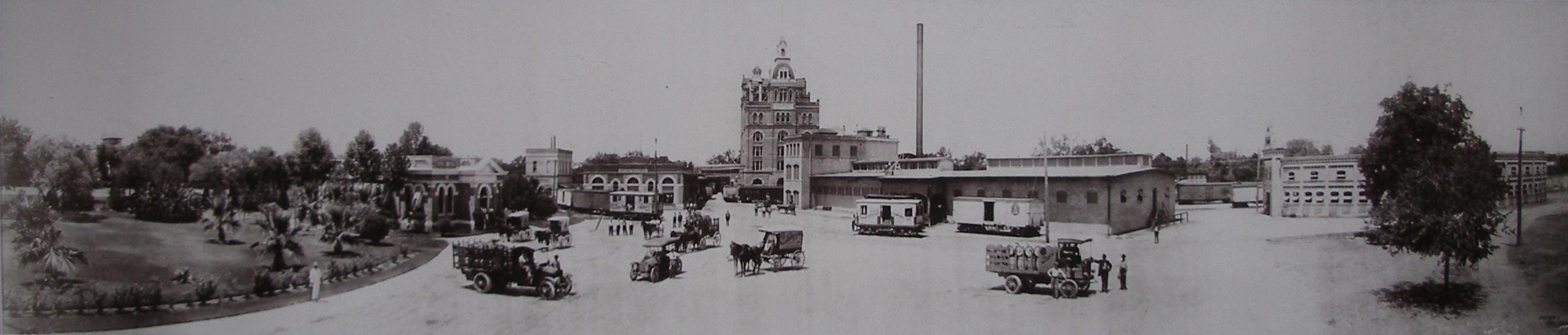
Panoramaansicht der Pearl Brewing Company (damals noch San Antonio Brewing Association) im Jahr 1910

1902 verließ Otto Koehler die Lone Star Brewing Company vollständig und wurde Präsident der San Antonio Brewing Association. Unter seiner Leitung wuchs die Pearl-Brauerei von einer kleinen Mikrobrauerei zu einem industriellen Unternehmen. Koehler starb 1914 und seine Ehefrau Emma übernahm die Leitung der Brauerei. Sie implementierte etliche der strategischen Pläne, die ihr Ehemann für die Brauerei formuliert hatte. Innerhalb der nächsten zwei Jahre wurde bereits ein Jahresausstoß von 110.000 Barrel erreicht, was die Brauerei zur größten Brauerei in Texas machte und den Lokalrivalen Lone Star Brewing Company in den Schatten stellte.

### Zeit der Prohibition
Während der Prohibition produzierte das Unternehmen unter dem Namen Alamo Industries (1919–1921) alkoholreduziertes Leichtbier („near beer“) und Eis. Darüber hinaus agierte das Unternehmen als Abfüller für Limonaden und betrieb eine Molkerei, eine Kleiderreinigung, eine Autowerkstatt und eine Werbefirma. Es zeigte sich jedoch, dass das Unternehmen seine Kompetenzen vornehmlich im Lebensmittelbereich ausschöpfen konnte: Die Kleiderreinigung, Autowerkstatt und Werbefirma wurden entweder geschlossen oder weiterverkauft und der Name der Firma zu Alamo Foods Company (1921–1933) geändert.

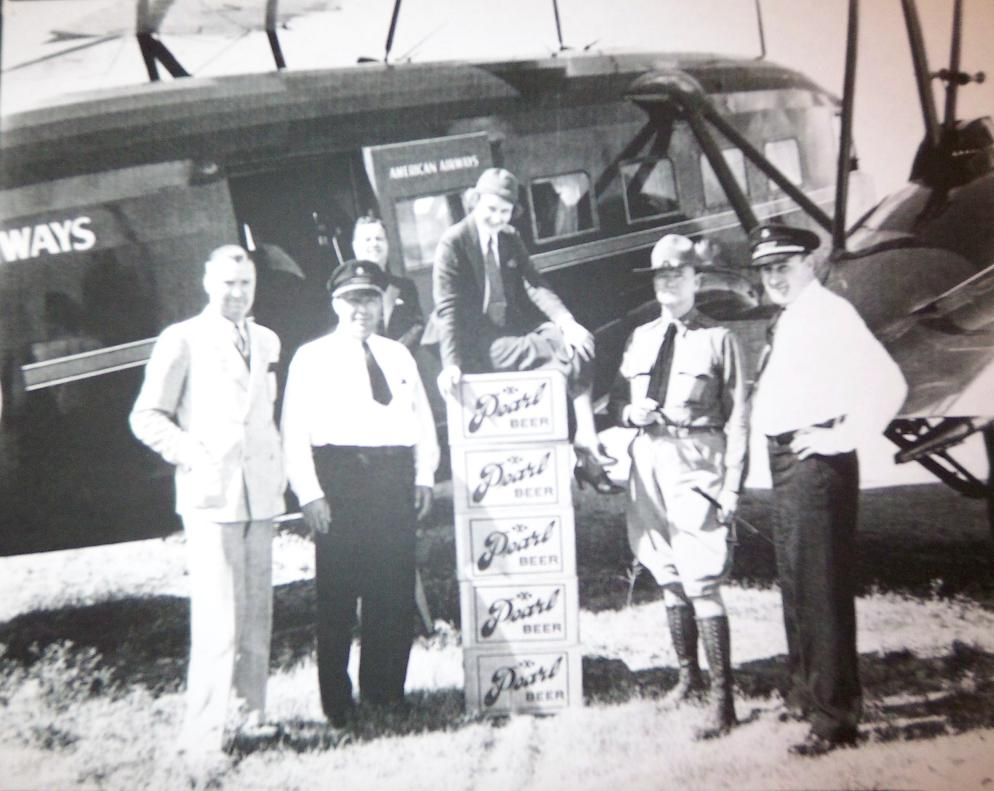
Ende der Prohibition: Pearl-Bier wird per Flugzeug ausgeliefert

Als es absehbar war, dass die Prohibitionsgesetze wieder aufgehoben werden, produzierte man reguläres Bier auf Lager, um mit dem Ende der Prohibition umgehend mit der Auslieferung beginnen zu können. Es ist nicht geklärt, ob die Pearl-Brauerei auch während der Prohibition nicht doch auch illegales Vollbier gebraut hat. Mit dem Ende der Prohibition wurde der reguläre Betrieb wieder aufgenommen und der Name San Antonio Brewing Association wieder angenommen. Die San Antonio Brewing Association war die einzige Brauerei in San Antonio, die die Zeit der Prohibition überstand – die Lone Star Brewing Company gab ihren Geschäftsbetrieb auf und kam erst 1940 wieder auf den Markt.
Trotz der schwierigen Marktlage während der Weltwirtschaftskrise gelang es der Präsidentin Emma Koehler, das Unternehmen aufrechtzuerhalten. 1940 legte sie ihr Amt nieder – ein Neffe Otto Koehlers, Otto A. Koehler, wurde ihr Nachfolger. Emma Koehler fungierte jedoch noch bis zu ihrem Tod 1943 als Beraterin.

### Nachkriegszeit und Expansion
Nach dem Ende des Krieges profitierte die Pearl-Brauerei vom allgemeinen wirtschaftlichen Aufschwung: Pearl-Bier wurde bereits in großen Teilen der USA distribuiert. 1952 wurde die Brauerei nach ihrem Produktflaggschiff zu Pearl Brewing Company umbenannt. Während der 1950er-Jahre versuchte die Pabst Brewing Company erfolglos, die Pearl-Brauerei aufzukaufen.
Um weiter zu wachsen, begann man mit der Akquisition von Brauereien und Marken: 1961 wurde die M. K. Goetz Brewing Company (St. Joseph) gekauft. Diese sollte einerseits als zweiter Produktionsstandort fungieren, andererseits als neuer Distributionszentrum neue Märkte erschließen. Im gleichen Zug erstand man die Rechte an Country Club Malt Liquor und Goetz Pale Near Beer. 1970 fusionierte die Pearl Brewing Company mit der Soutdown Corporation (Houston) – die Pearl Aluminum Can Recycling Center und die Pearl Container Company wurden gegründet. Um diese Zeit wurden die Rechte an Jax Beer von der Jackson Brewing Company (New Orleans) erstanden.
1976 wurde der Standort in St. Joseph geschlossen und die Produktion komplett nach San Antonio verlegt. Im darauffolgenden Jahr wurde die Pearl Brewing Company von der S & P Company (Corte Madera) gekauft. Im Jahr 1981 wurde ein Jahresausstoß von 1.800.000 Barrel erreicht und Pearl Beer in 45 US-Bundesstaaten distribuiert.

### Verkauf und Schließung

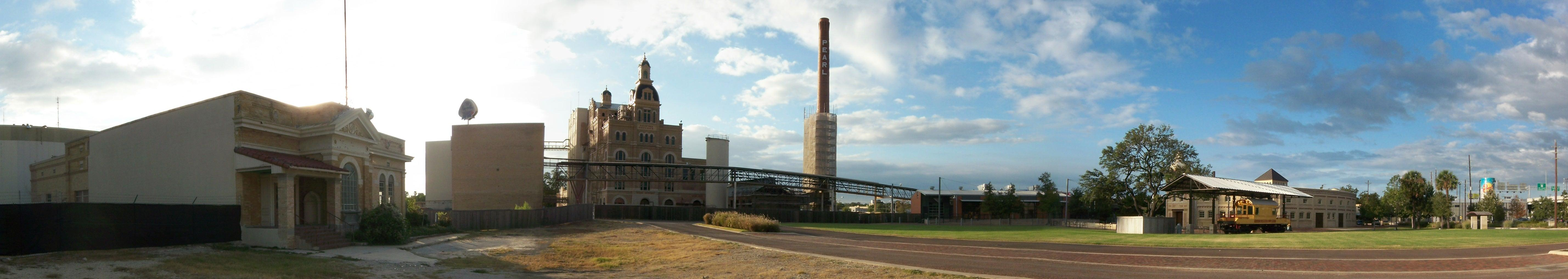
Panoramaansicht der Pearl Brewing Company im Jahr 2008

1985 kaufte die Pabst Brewing Company die Pearl-Brauerei, 1998 ging Pearl an die Stroh Brewery Company. Als Stroh im Jahr 1999 von Pabst aufgekauft wurde, wechselte die Pearl-Brauerei wieder zu Pabst. Am 29. April 2001 wurde die Pearl-Brauerei geschlossen. Zu dieser Zeit beschäftigte sie 83 Mitarbeiter. Die Rechte an Pearl-Bier wurden an die Miller Brewing Company verkauft.

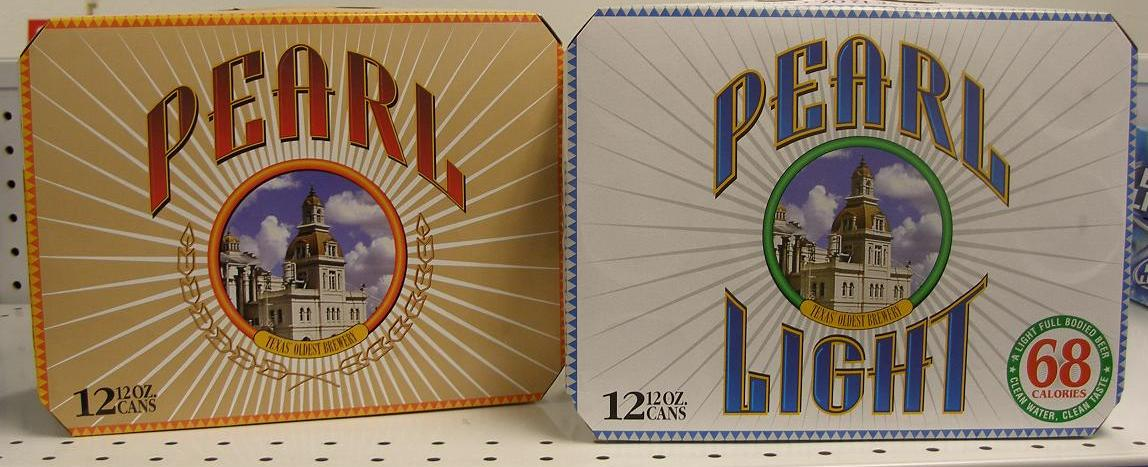
Moderne Bierkisten der Pearl Brewing Company

Die Gebäude der Pearl-Brauerei wurden von der Silver Ventures, Inc. gekauft – sie wurden größtenteils entweder abgerissen, umgestaltet oder als Wohnanlage renoviert.

## Trivia
- Die Pearl-Brauerei nutzte den selbsternannten Richter Roy Bean als Werbefigur.